# کوستندورف
کوستندورف (به آلمانی: Köstendorf) یک منطقهٔ مسکونی در اتریش است که در ناحیه زالتسبورگ-اومگه‌بونگ واقع شده‌است. کوستندورف ۲۳٫۱ کیلومتر مربع مساحت دارد ۵۶۱ متر بالاتر از سطح دریا واقع شده‌است.